# Waldemar II van Denemarken

De ligging van Deens Estland in de Baltische regio

Waldemar II (24 juni 1170 – 28 maart 1241), bijgenaamd de Overwinnaar, was koning van Denemarken van 1202 tot 1241. Hij was ook hertog van Sleeswijk (1182-1202).
Hij was de tweede zoon van koning Waldemar I van Denemarken en Sophia van Minsk, een Russische prinses. Na zijn broer Knoet VI vele jaren gediend te hebben, volgde hij zijn kinderloze broer in 1202 op. Gedurende zijn leven breidde hij het Deense koninkrijk flink uit. In de jaren 10 van de 13e eeuw voerde Waldemar een kruistocht in Estland tegen de laatste heidenen in Europa. Hij wist hen te onderwerpen. Tijdens de slag bij Lyndanisse, in de buurt van Reval, viel er volgens een legende een rood doek met een wit kruis uit de hemel. Het doek werd bekend als de Dannebrog en was vanaf die tijd de vlag van Denemarken.
Hij wist van Denemarken een grootmacht te maken, maar viel in 1223 in handen van zijn rancuneuze vazal, graaf Hendrik van Schwerin. Hij werd in 1226 vrijgelaten onder de voorwaarde dat hij de meeste van zijn Duitse veroveringen moest opgeven. In 1227 viel Waldemar Duitsland binnen in een poging om zijn verloren gebieden terug te winnen, maar hij werd door een coalitieleger onder leiding van Lübeck verslagen in de Slag bij Bornhöved. De nederlaag bij Bornhöved markeerde het einde van het Deense Oostzeerijk, alleen Estland bleef in Deense handen. De rest van zijn leven hield Waldemar zich bezig met het codificeren van de wet (Jutland Codex – Deens: Jyske Lov).
Waldemar was tweemaal getrouwd en had 5 kinderen:
1. in 1205 met Margarethe van Bohemen (Dagmar) (ca. 1186-24 mei 1212)
  1. Waldemar (1209-1231)
2. met Berengaria (1195-1221), dochter van Sancho I van Portugal
  1. Erik IV (1216-1250)
  2. Sophia (1217-1248), die huwde met markgraaf Johan I van Brandenburg
  3. Abel (1218-1252)
  4. Christoffel I (1219-1259)

In 1202 verloofde hij zich met Richenza van Beieren (1172-1204), dochter van hertog Hendrik de Leeuw van Beieren (waarschijnlijk door haar overlijden niet getrouwd.)

## Voorouders
| Voorouders van Waldemar II van Denemarken (1170-1241) | Voorouders van Waldemar II van Denemarken (1170-1241)                    | Voorouders van Waldemar II van Denemarken (1170-1241)                    | Voorouders van Waldemar II van Denemarken (1170-1241)                | Voorouders van Waldemar II van Denemarken (1170-1241)                | Voorouders van Waldemar II van Denemarken (1170-1241)                | Voorouders van Waldemar II van Denemarken (1170-1241)                | Voorouders van Waldemar II van Denemarken (1170-1241)                          | Voorouders van Waldemar II van Denemarken (1170-1241)                          |
| ----------------------------------------------------- | ------------------------------------------------------------------------ | ------------------------------------------------------------------------ | -------------------------------------------------------------------- | -------------------------------------------------------------------- | -------------------------------------------------------------------- | -------------------------------------------------------------------- | ------------------------------------------------------------------------------ | ------------------------------------------------------------------------------ |
| Overgrootouders                                       | Erik I van Denemarken (1070-1103) ∞ Boedil Thurgotsdatter (+/-1070-1103) | Erik I van Denemarken (1070-1103) ∞ Boedil Thurgotsdatter (+/-1070-1103) | Mstislav I (1076-1132) ∞ Kristina van Zweden (1075-1122)             | Mstislav I (1076-1132) ∞ Kristina van Zweden (1075-1122)             | Gleb Vseslavitsj (1070–1119) ∞ Anastasia Jaropolkovna (1074-1159)    | Gleb Vseslavitsj (1070–1119) ∞ Anastasia Jaropolkovna (1074-1159)    | Bolesław III van Polen (1086-1138) ∞ Salomea van Berg-Schelklingen (1101–1141) | Bolesław III van Polen (1086-1138) ∞ Salomea van Berg-Schelklingen (1101–1141) |
| Grootouders                                           | Knoet Lavard (1096-1131) ∞ Ingeborg van Kiev (-1131)                     | Knoet Lavard (1096-1131) ∞ Ingeborg van Kiev (-1131)                     | Knoet Lavard (1096-1131) ∞ Ingeborg van Kiev (-1131)                 | Knoet Lavard (1096-1131) ∞ Ingeborg van Kiev (-1131)                 | Volodar Gļebovič (1115-na 1186) ∞ Rikissa van Polen (1116-1156)      | Volodar Gļebovič (1115-na 1186) ∞ Rikissa van Polen (1116-1156)      | Volodar Gļebovič (1115-na 1186) ∞ Rikissa van Polen (1116-1156)                | Volodar Gļebovič (1115-na 1186) ∞ Rikissa van Polen (1116-1156)                |
| Ouders                                                | Waldemar I van Denemarken (1131–1182) ∞ Sophia van Minsk (1141-1198)     | Waldemar I van Denemarken (1131–1182) ∞ Sophia van Minsk (1141-1198)     | Waldemar I van Denemarken (1131–1182) ∞ Sophia van Minsk (1141-1198) | Waldemar I van Denemarken (1131–1182) ∞ Sophia van Minsk (1141-1198) | Waldemar I van Denemarken (1131–1182) ∞ Sophia van Minsk (1141-1198) | Waldemar I van Denemarken (1131–1182) ∞ Sophia van Minsk (1141-1198) | Waldemar I van Denemarken (1131–1182) ∞ Sophia van Minsk (1141-1198)           | Waldemar I van Denemarken (1131–1182) ∞ Sophia van Minsk (1141-1198)           |

Gorm · Harald I · Sven I · Harald II · Knoet II · Knoet III · Magnus I · Sven II · Harald III · Knoet IV · Olaf I · Erik I · Niels · Erik II · Erik III · Sven III · Knoet V · Waldemar I · Knoet VI · Waldemar II · Erik IV · Abel · Christoffel I · Erik V · Erik VI · Christoffel II · Waldemar III · Christoffel II · Waldemar IV · Olaf II · Margaretha I · Erik VII · Christoffel III · Christiaan I · Johan · Christiaan II · Frederik I · Christiaan III · Frederik II · Christiaan IV · Frederik III · Christiaan V · Frederik IV · Christiaan VI · Frederik V · Christiaan VII · Frederik VI · Christiaan VIII · Frederik VII · Christiaan IX · Frederik VIII · Christiaan X · Frederik IX · Margrethe II · Frederik X
- Bibsys: 90921982
- Bibliothèque nationale de France: cb10257897n (data)
- Gemeinsame Normdatei: 119523531
- International Standard Name Identifier: 0000 0003 8683 2926
- Library of Congress Control Number: n88222645
- Nationale Bibliotheek van Polen: a0000002050058
- Nederlandse Thesaurus van Auteursnamen: 24440562X
- LIBRIS: 283200
- Virtual International Authority File: 267616228
- WorldCat: E39PBJxMfKFCCwGdD6MWGcFqcP